# 2005 في جنوب إفريقيا
فيما يلي قوائم الأحداث التي وقعت خلال عام 2005 في جنوب أفريقيا.

## سياسة

### انتهاء فترة المنصب
- 14 يونيو – جاكوب زوما نائب رئيس جنوب أفريقيا [الإنجليزية]‏.

## أفلام
من الأفلام التي صدرت هذه السنة في جنوب أفريقيا:
- 18 أغسطس – تسوتسي من إخراج جافن هود.

## برامج ومسلسلات وأنمي
- إيغولي: مكان الذهب

## وفيات

### فبراير
- 10 فبراير – سلفيا روفئيل (مواليد 1937) جاسوسة يهودية.

### مايو
- 19 مايو – جون آرثر (مواليد 1929) ملاكم جنوب أفريقي.

### أغسطس
- 14 أغسطس – شيلا بيرسي سامرز (مواليد 1919) لاعبة كرة مضرب جنوب أفريقية.
- 27 أغسطس – تينيس فان شالكويك (مواليد 1929) ملاكم جنوب أفريقي.

### سبتمبر
- 16 سبتمبر – مزوكيسي سيكالي (مواليد 1971) ملاكم جنوب أفريقي.

### ديسمبر
- 6 ديسمبر – داني ويليامز (مواليد 1942) مغني جنوب أفريقي.